# Jeanne Lanvin
Jeanne Lanvin, född 1 januari 1867, död 6 juli 1946, var en fransk modeskapare. Hon grundade 1889 ett modehus inom haute couture, Lanvin, och parfymfirman Lanvin Parfums.